# 重新镇
重新镇，是中华人民共和国贵州省毕节市黔西市下辖的一个乡镇级行政单位。

## 行政区划
重新镇下辖以下地区：
重新社区、三堰村、龙虎村、龙塘村、伏龙村、金华村、平桥村、杨家湾村、碗厂沟村、桥边村、冒沙村、木山村、头堰村、八角村、荆州村、蜂岩村、石牛村、小坡村和朱家寨村。